# Park Narodowy Forlandet
Park Narodowy Forlandet (norw. Forlandet nasjonalpark) – park narodowy w archipelagu Spitsbergen. Obejmuje Ziemię Księcia Karola i otaczający ją obszar morski.
Obszar ten podlega ochronie przede wszystkim ze względu na północny zakres występowania foki pospolitej (Phoca vitulina) i na północny zakres populacji nurzyka podbielałego (Uria aalge). Na obszarze parku znajdują się też liczne pamiątki działalności rosyjskich i norweskich myśliwych i wielorybników pochodzące z XVIII i XIX wieku. 

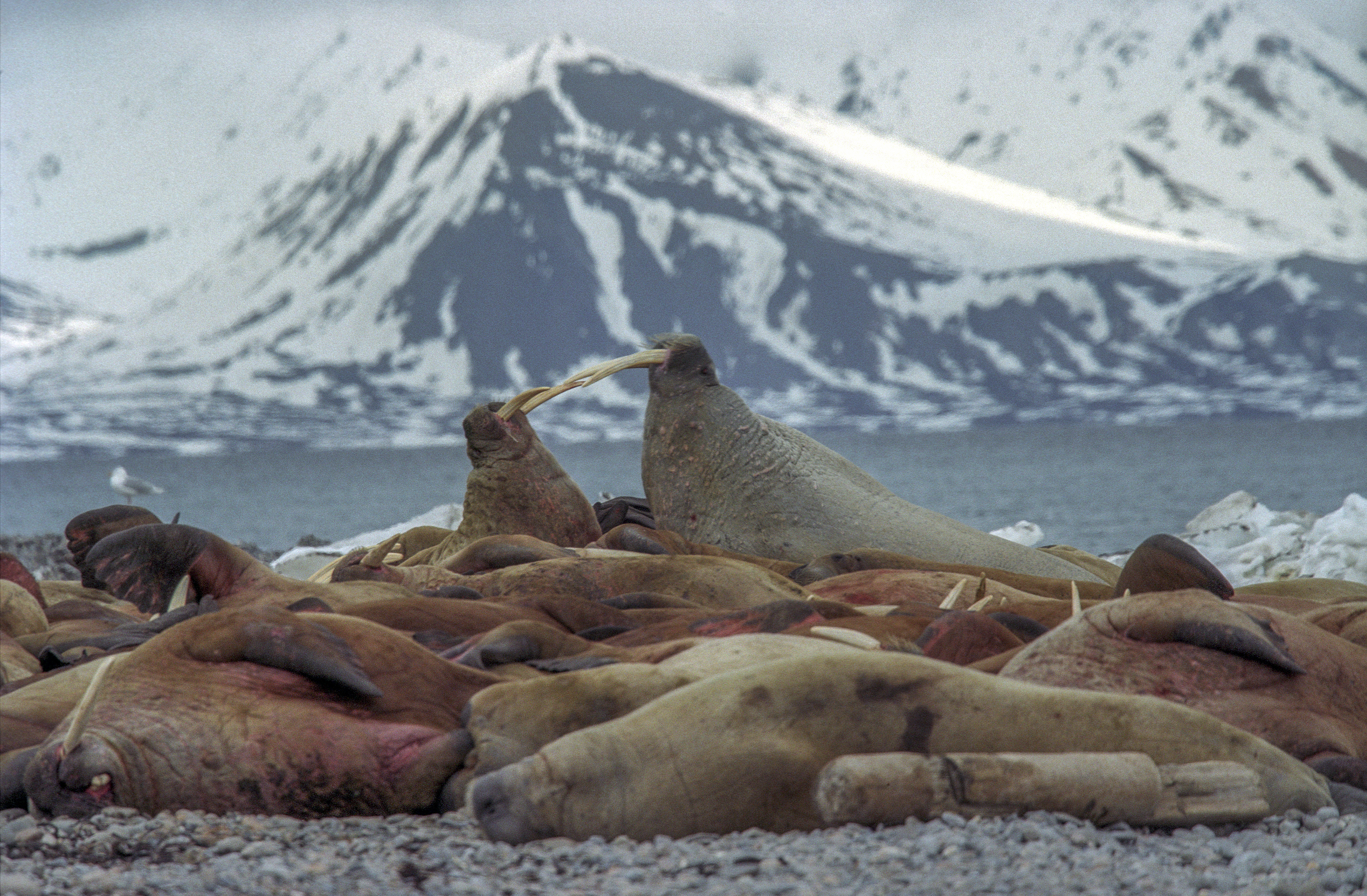
Park Narodowy Forlandet, Ziemia Księcia Karola - kolonia morsów